# Championnat d'Union soviétique de football 1957
Navigation
Saison 1956 Saison 1958
La saison 1957 de Klass A est la 19e édition du championnat de première division en Union soviétique. Douze clubs sont regroupés au sein d'une poule unique où ils se rencontrent deux fois dans la saison, à domicile et à l'extérieur. En fin de saison, le dernier du classement est relégué et le meilleur club de deuxième division est promu.
C'est le club du Dynamo Moscou qui remporte le championnat après avoir terminé en tête du classement final avec 8 points d'avance sur un trio composé du tenant du titre, le Spartak Moscou, du Torpedo Moscou et du Lokomotiv Moscou. Il s'agit du 8e titre de champion d'Union soviétique de l'histoire du club.

## Clubs participants
- Promu de deuxième division

| Club                      | Présent depuis | Classement 1956  | Entraîneur                                                                   |
| ------------------------- | -------------- | ---------------- | ---------------------------------------------------------------------------- |
| Spartak Moscou            | 1936           | 1er              | Nikolaï Gouliaïev                                                            |
| Dinamo Moscou             | 1936           | 2e               | Mikhail Yakushin                                                             |
| CSK MO Moscou             | 1954           | 3e               | Grigori Pinaïtchev (en)                                                      |
| Dynamo Kiev               | 1936           | 4e               | Viktor Chilovski (en)                                                        |
| Torpedo Moscou            | 1938           | 5e               | Viktor Maslov                                                                |
| Bourevestnik Kichinev     | 1956           | 6e               | Viktor Novikov (ru)                                                          |
| Chakhtior Stalino         | 1955           | 7e               | Vassili Iermilov (ru)                                                        |
| Dinamo Tbilissi           | 1936           | 8e               | Gaioz Jejelava (en)                                                          |
| Zénith Léningrad          | 1938           | 9e               | Arkadi Alov (en) (jusqu'en juin 1957) Gueorgui Jarkov (en) (après juin 1957) |
| Lokomotiv Moscou          | 1952           | 10e              | Boris Arkadiev                                                               |
| Spartak Minsk             | 1957           | 1er (D2, zone 1) | Vassili Sokolov                                                              |
| Krylia Sovetov Kouïbychev | 1957           | 1er (D2, zone 2) | Viatcheslav Soloviov                                                         |

## Compétition

### Classement
Le barème de points servant à établir le classement se décompose ainsi :
- Victoire : 2 points
- Match nul : 1 point
- Défaite : 0 point